# Juhyně
Juhyně je levostranný přítok řeky Bečvy na Moravě. Protéká okresy Kroměříž a Vsetín ve Zlínském kraji a  okresem Přerov v Olomouckém kraji. Délka toku činí 33,9 km. Plocha povodí měří 111,2 km².

## Průběh toku
Pramení pod vrchem U Tří kamenů v Hostýnských vrších. Protéká obcemi Rajnochovice, Podhradní Lhota, Komárno, Všechovice, Kelč a Choryně, kde se vlévá do Bečvy. V historii byla využívána k plavení dřeva. K tomu účelu používaná klauza v katastru obec Rajnochovice při silnici na Tesák je v Ústředním seznamu kulturních památek České republiky vedena pod číslem 27448/7-6118. Na řece také stálo v minulosti několik mlýnů. Dodnes je v provozu jen mlýn v Kelči. Na území obce Rajnochovice byla využívána vodní energie k pohonu železných hamrů. V úseku mezi Kelčí a Všechovicemi se uvažuje, že tok řeky kopírovala v minulosti trasa Jantarové stezky. O tom by mohly svědčit časté názvy okolních kopců s názvy Stráž, Strážné, Stražisko.

## Vodní režim
Průměrný průtok Juhyně v Kelči činí 0,74 m³/s.
Hlásný profil:
| místo        | říční km | plocha povodí | průměrný průtok (Qa) | stoletá voda (Q100) | poznámky         |
| ------------ | -------- | ------------- | -------------------- | ------------------- | ---------------- |
| Rajnochovice | 23,30    | 20,34 km²     | 0,227 m³/s           | 39,0 m³/s           | aktualizace 2025 |
| Kelč         | 7,70     | 86,19 km²     | 0,743 m³/s           | 98,8 m³/s           | –                |

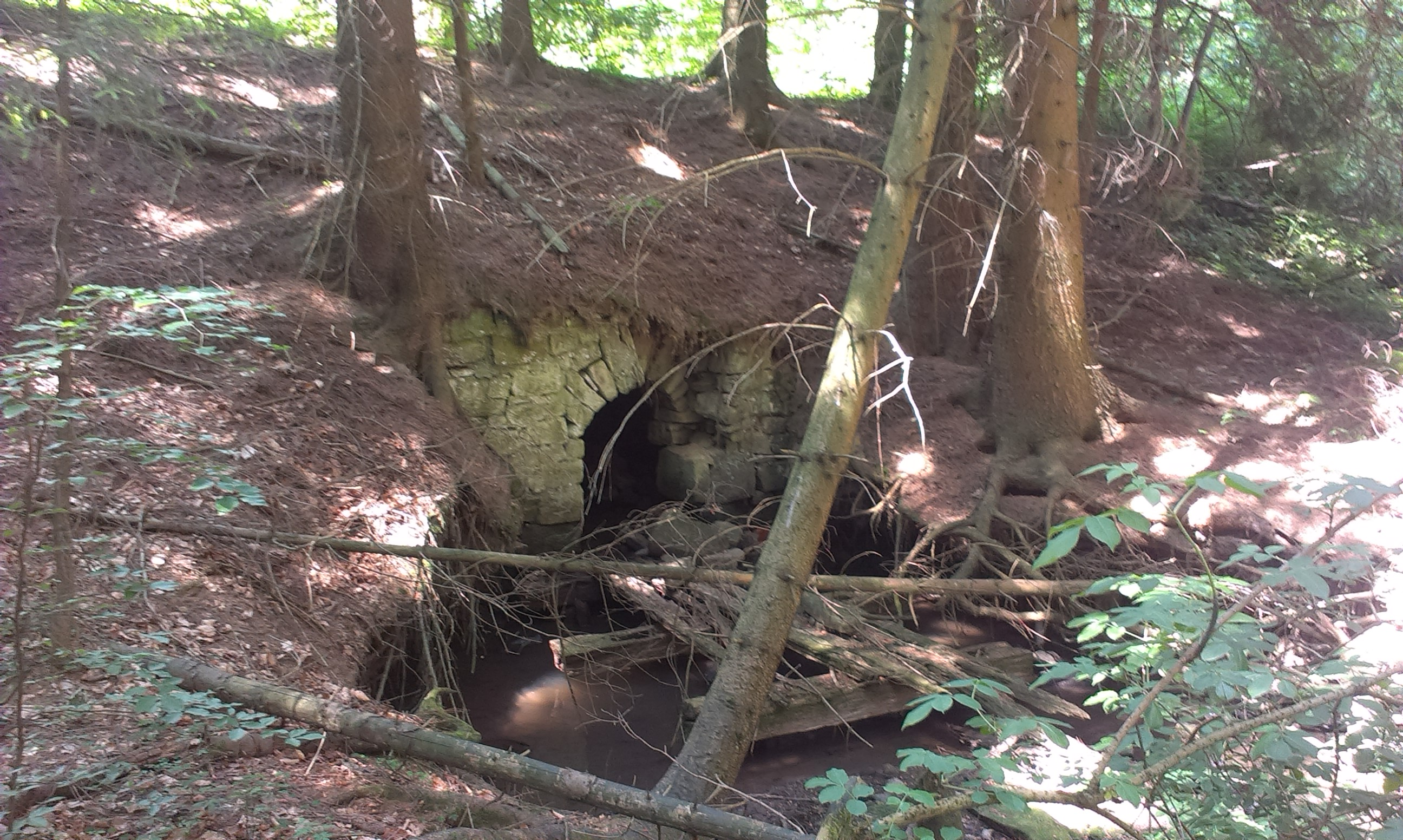
Kulturní památka – Klauza na říčce Juhyni